# Autotròfia

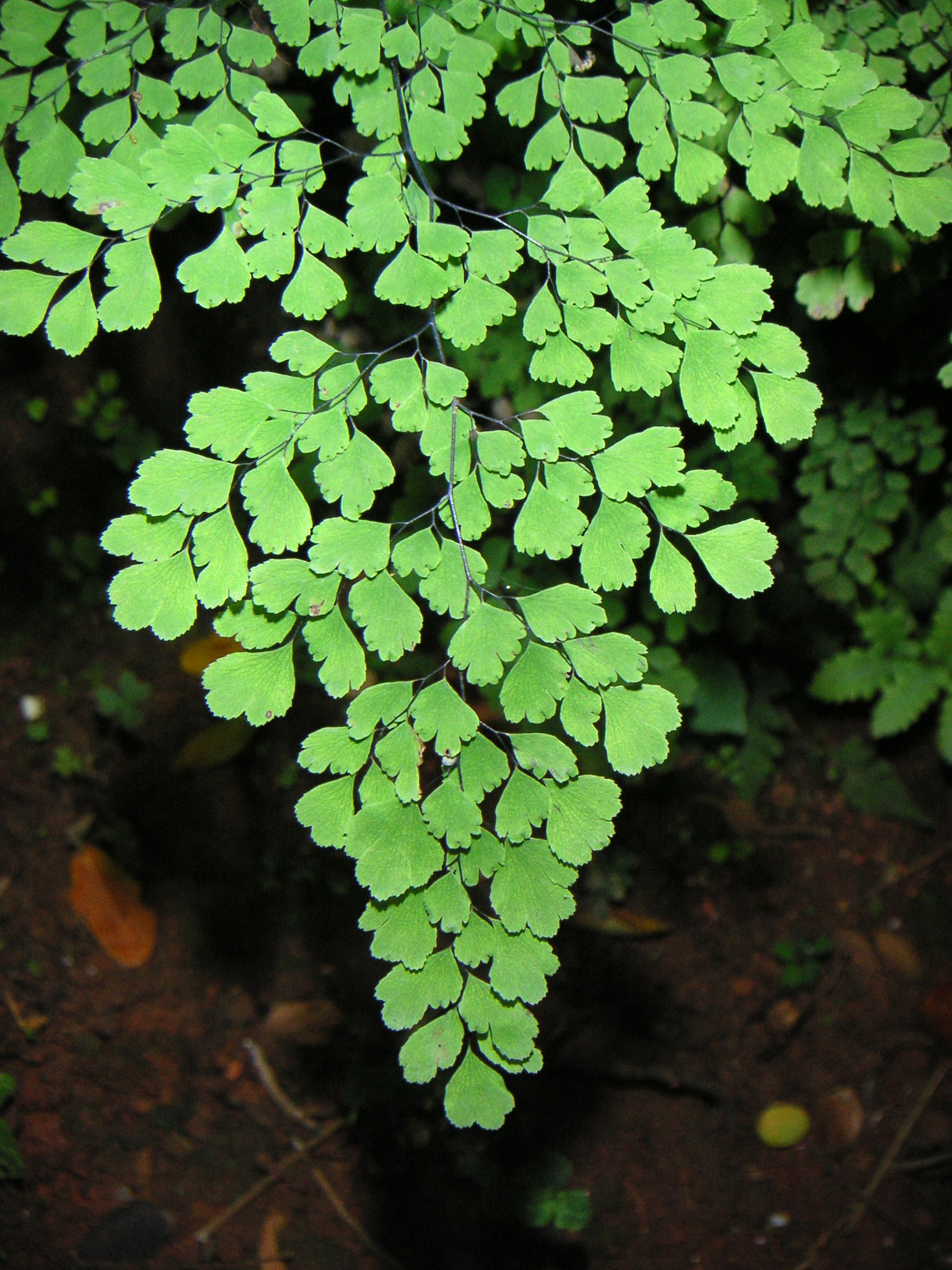
Una planta fototròfica, és a dir, autòtrofa i que obté l'energia de la llum)

L'autotròfia és un sistema d'obtenció d'aliment i energia a partir de matèria inorgànica; la font més comuna per a aquest metabolisme és el diòxid de carboni o altres formes inorgàniques del carboni (C). A diferència del metabolisme heteròtrof, no utilitza com a font d'energia la pròpia matèria orgànica, sinó la llum (fotosíntesi) o transformacions inorgàniques (quimiosíntesi). Els organismes que es basen en aquest sistema s'anomenen autòtrofs.
L'autotròfia és el metabolisme habitual en les plantes, les algues i alguns bacteris. En canvi, l'heterotròfia és habitual en els fongs, els animals i molts protozous i procariotes. Segons la font d'energia utilitzada, els autòtrofs es distingeixen en fototròfics i litotròfics.